# 佐治·謝蘇斯
佐治·費蘭度·皮涅羅·迪·謝蘇斯（葡萄牙語：Jorge Fernando Pinheiro de Jesus；1954年7月24日—），通稱佐治·謝蘇斯（Jorge Jesus；國際音標：[ˈʒɔɾʒ ʒəˈzuʃ]）或乔奇·杰苏斯，乃葡萄牙前度中場右翼足球員，退役後擔任足球隊教練。
謝蘇斯以體育作為其職業生涯的開端，並以專業球員的身份連續17年效力於12家足球會之間，同時參與葡超賽季長達9輪之多。

## 教練生涯
2023年7月1日，希拉爾宣布任命喬治·傑蘇斯為2023-24賽季的領隊。

## 榮譽

### 執教生涯
布拉加
- 歐洲足總托托盃冠軍：2008

本菲卡
- 葡萄牙足球超級聯賽冠軍： 2009–10, 2013–14, 2014–15
- 葡萄牙盃冠軍：2013–14
- 葡萄牙聯賽盃冠軍：2009–10, 2010–11, 2011–12, 2013–14, 2014–15
- 葡萄牙超級盃冠軍：2014

士砵亭
- 葡萄牙聯賽盃冠軍：2017–18
- 葡萄牙超級盃冠軍：2015

 希拉爾
- 沙特超級盃冠軍：2018，2023[4]

法林明高
- 巴西足球甲級聯賽冠軍：2019
- 南美自由盃冠軍：2019
- 巴西超級盃冠軍：2020
- 南美超級盃冠軍：2020
- 里約熱內盧州聯賽冠軍：2020

費內巴切
- 土耳其盃冠軍：2022–23

## 注腳
1. ↑  是葡國當地翻譯機構「玛华广场」（Portal Martim Moniz）根據其本名之葡文發音而作的華文譯名，而香港NOW新聞以粵語習慣音譯為，均與中國大陸普遍誤譯的「若热·赫苏斯」或借用的聖普政府官員（教育、文化和培训部部长）之名（Jorge Lopes Bom Jesus）有所不同。

## 外部連結
- 佐治·謝蘇斯於ForaDeJogo的個人資料
- 佐治·謝蘇斯的領隊數據 於ForaDeJogo